# Roger-Yves Bost
Roger-Yves Bost (Boulogne-Billancourt, 21 ottobre 1965) è un cavaliere francese.

## Palmarès

### Olimpiadi
- 1 medaglia:
  - 1 oro (Rio de Janeiro 2016 nei salto a squadre)

### Mondiali
- 3 medaglie:
  - 1 oro (Stoccolma 1990 nel salto a squadre)
  - 2 argenti (L'Aia 1994 nel salto a squadre; Roma 1998 nel salto a squadre)

### Europei
- 2 medaglie:
  - 1 oro (Herning 2013 nel salto individuale)
  - 1 bronzo (St. Gallo 1995 nel salto a squadre)